# Nysius nemorivagus
Nysius nemorivagus är en insektsart som beskrevs av White 1881. Nysius nemorivagus ingår i släktet Nysius och familjen fröskinnbaggar. Inga underarter finns listade i Catalogue of Life.